# Quilcene
Quilcene é uma Região censo-designada localizada no estado norte-americano de Washington, no Condado de Jefferson.

## Demografia
Segundo o censo norte-americano de 2000, a sua população era de 591 habitantes.

## Geografia
De acordo com o United States Census Bureau tem uma área de
26,3 km², dos quais 25,3 km² cobertos por terra e 1,0 km² cobertos por água. Quilcene localiza-se a aproximadamente 7 m acima do nível do mar.

## Localidades na vizinhança
O diagrama seguinte representa as localidades num raio de 24 km ao redor de Quilcene.